# 어린이 수학동아
《어린이 수학동아》(-數學東亞)는 대한민국에서 발행되는 수학 만화 잡지이다. 동아사이언스에서 2021년 5월 1일 창간하였다. 한 달에 두 번, 1일과 15일에 발행된다.